# Clara Drucker
Clara Drucker (12. November 1871 in Wien – nach 1923) war eine österreichische Theaterschauspielerin und Salonnière.

## Leben
Drucker besuchte schon 1884 das Konservatorium, wo sie Schülerin von Bernhard Baumeister und Rudolf Tyrolt war, und verließ das Institut 1887 mit der goldenen Medaille und dem ersten Preis ausgezeichnet.
Ihr erstes Engagement fand sie am Stadttheater in Mainz, kam von dort nach Breslau und von 1888 bis 1890 nach Königsberg. An diesem Kunstinstitut hatte sie Gelegenheit, künstlerisch auszureifen und das Lob der Kritik zu erwerben. Hierauf wurde sie Mitglied des Wiesbadener Stadttheaters. Im Juli 1891 absolvierte sie ein Gastspiel („Haubenlerche“ und „Franziska“) am Frankfurter Stadttheater, und da sie sich als Mitglied des Frankfurter Künstlerpersonals weitere Ausbildung ihres allgemein anerkannten Talents versprach, schied sie vor Ablauf ihres Kontraktes von Wiesbaden und übersiedelte ans Frankfurter Theater. Während ihres zweijährigen Engagements dort kreierte sie im Februar 1892 die „Dorina“ in Gerolamo Rovettas gleichnamigen Schauspiel, anlässlich der deutschen Erstaufführung.
1893 wechselte Drucker ans Lessingtheater nach Berlin, wo sie teilweise zum Ersatz für die nach Wien abgegangene Lili Petri engagiert wurde. Sie wirkte dort ebenfalls im Fach der naiven und jugendlichen Charakterrollen.
Nach kaum zweijähriger Tätigkeit verließ sie die Bühne, nahm kein festes Engagement, sondern erschien nur zeitweilig in Rollen wie „Magda“, „Francillon“, „Sans Gêne“, „Cyprienne“ etc. als Gast an verschiedenen deutschen Bühnen.
Das Deutsche Bühnenjahrbuch listet sie 1923 letztmals als „gastierende Bühnenangehörige“ und gibt als Wohnort Polzin in Pommern an.